# Pontedeva
Ne doit pas être confondu avec Pontevedra.
Pontedeva est une commune de la province d'Ourense en Espagne située dans la communauté autonome de Galice.